# بطولة العالم لسباق الدراجات على الطريق 1992
بطولة العالم لسباق الدراجات على الطريق 1992 هي الدورة ال65 من بطولة العالم لسباق الدراجات على الطريق، أجريت في بنيدورم، إسبانيا.

## برنامج المسابقات
رجال
- سباق الطريق ضد الساعة.
- سباق الطريق ضد الساعة للفرق.

سيدات
- سباق الطريق المداري.
- سباق الطريق المداري للفرق.

شبان
- سباق الطريق المداري للشبان.

شابات
- سباق الطريق المداري للشابات.

## النتائج النهائية
| المسابقة              | ذهبية                    | فضية                              | برونزية                      |
| --------------------- | ------------------------ | --------------------------------- | ---------------------------- |
| الرجال                |                          |                                   |                              |
| سباق الطريق ضد الساعة | جياني بونيو (إيطاليا)    | لوران جالابير (فرنسا)             | ديمتري كونيشيف (روسيا)       |
| شبان                  |                          |                                   |                              |
| سباق الطريق المداري   | جوزيبي بالومبو (إيطاليا) | باسكوال سانتورو (إيطاليا)         | Frank Vandenbroucke (بلجيكا) |
| شابات                 |                          |                                   |                              |
| سباق الطريق المداري   | هانكا كبفرناجيل (GER)    | Elisabeth Chevanne-Brunel (فرنسا) | ماريون بورست (هولندا)        |